# Thomas Hughes (scrittore)
Thomas Hughes (Uffington, 20 ottobre 1822 – Brighton, 22 marzo 1896) è stato uno scrittore, politico e avvocato britannico.
Noto soprattutto per Tom Brown's School Days (1857), un romanzo semi-autobiografico ambientato alla Rugby School, che Hughes ebbe modo di frequentare, che ebbe anche un seguito, Tom Brown at Oxford (1861). Fu membro del Partito Liberale al Parlamento del Regno Unito rappresentando il borgo londinese di Lambeth dal 1865 al 1868 e Frome, cittadina del Somerset, dal 1868 al 1874.

## Biografia
Thomas Hughes nacque a Uffington, nell'Oxfordshire, secondo figlio di John Hughes, editore dei Boscobel Tracts (1830) . Aveva sei fratelli e una sorella, Jane Senior, che in seguito divenne la prima donna funzionaria della Gran Bretagna. Dagli otto agli undici anni frequentò la Twyford School, una scuola pubblica vicino a Winchester. Nel febbraio 1834 entrò nella Rugby School, all'epoca diretta da Thomas Arnold, compagno di suo padre all'Oriel College di Oxford; Hughes eccelleva nello sport piuttosto che nelle attività scolastiche, chiudendo la sua esperienza a Rugby con una partita di cricekt al Lord's Cricket Ground Nel 1842 si iscrisse all'Oriel College e si laureò nel 1845..
Hughes divenne avvocato nel 1848, cominciando nello stesso anno a partecipare attivamente al movimento del socialismo cristiano guidato da Frederick Denison Maurice. Fu anche coinvolto nella creazione di alcuni dei primi sindacati e aiutò a finanziare la stampa di varie pubblicazioni liberali. Nel gennaio 1854, fu uno dei fondatori del Working Men's College, di cui fu preside dal 1872 al 1883.
Mentre viveva a Wimbledon, Hughes scrisse il suo romanzo più noto, Tom Brown's School Days, pubblicato nell'aprile 1857; venne per questo associato ai romanzieri della "scuola muscolare", una classificazione vaga ma incentrata sulla narrativa scritta nel periodo della Guerra di Crimea. Tra le altre opere di Hughes si possono annoverare The Scouring of the White Horse (1859), Tom Brown at Oxford (1861), Religio Laici (1868), Life of Alfred the Great (1869) e Memoir of a Brother (1973).
Venne eletto al Parlamento del Regno Unito nel Partito Liberale in rappresentanza del borgo londinese di Lambeth durante le elezioni generali del 1865, rimanendo in carica fino al 1868 e conquistando la poltrona parlamentare anche nella tornata elettorale del 1868, rappresentando  Frome, cittadina del Somerset, fino al 1874. Candidatosi nuovamente alle elezioni generali di quest'ultimo anno per Marylebone, si ritirò tuttavia poco prima delle elezioni, nonostante il sostegno di Octavia Hill, probabilmente per il suo sostegno all'impopolare Elementary Education Act 1870. In questo periodo venne nominato Queen's Counsel nel 1869 e Bencher nel 1870, divenendo poi giudice nel Cheshire nel luglio 1882. Nel 1880 acquisì la proprietà di Plateau City da Franklin W. Smith e fondò un insediamento negli Stati Uniti d'America, Rugby (Tennessee), concepito come un esperimento di vita utopica per i figli più giovani della nobiltà inglese, traendo spunto dalla colonia di Buckthorn. Hughes morì nel 1896 all'età di 73 anni per insufficienza cardiaca e venne sepolto a Brighton.

## Opere
- Tom Brown's School Days (1857)
- The Scouring of The White Horse (1859)
- Tom Brown at Oxford (1861)
- Religio Laici (1861)
- A Layman's Faith (1868)
- Alfred the Great (1870)
- Memoir of a Brother (1873)
- The Old Church; What Shall We Do With It? (1878)
- The Manliness of Christ (1879)
- True Manliness (1880)
- Rugby Tennessee (1881)
- Memoir of Daniel Macmillan (1882)
- G.T.T. Gone to Texas (1884)
- Notes for Boys (1885)
- Life and Times of Peter Cooper (1886)
- James Fraser Second Bishop of Manchester (1887)
- David Livingstone (1889)
- Vacation Rambles (1895)
- Early Memories for the Children (1899)